# 崇兴寺双塔
41°36′14.58″N 121°47′41.39″E / 41.6040500°N 121.7948306°E
崇兴寺双塔位于中国辽宁省北镇市市区（广宁城）内东北隅，1988年被列为第三批全国重点文物保护单位。
据双塔的建筑风格考证，应为辽代晚期所建。塔后有明清所建的崇兴寺，双塔因而得名。双塔东西相距43米，均为八角十三级实心密檐式砖塔，东塔高44.46米，西塔高42.63米。